# Alenka
Alenka je žensko osebno ime.

## Izvor imena
Ime Alenka je s pripono -ka podaljšano ime Alena. Ime Alena pa je skrajšana oblika ženskega osebnega imena Magdalena. Ime Magdalena ime še zelo znani različici Majda in Magda. Pogosto pa si imeni Alena in Alenka povezujeta z imenom Helena.

## Različice imena
Alena, Alenčica, Alenčka, Alenja, Lena, Lenčka, Lenka, Lenča, Lenče, Lenči, Lenkica

## Pogostost imena
Po podatkih Statističnega urada Republike Slovenije je bilo na dan 31. decembra 2007 v Sloveniji število ženskih oseb z imenom Alenka: 7.908. Med vsemi ženskimi imeni pa je ime Alenka po pogostosti uporabe uvrščeno na 23. mesto.

## Osebni praznik
Glede na možen izvor  Alenka goduje skupaj z Magdalenami ali s Helenami.

## Znane osebe
- Alenka Dovžan, nosilka bronaste olimpijske medalje
- Alenka Bratušek, nekdanja predsednica vlade